# Patryk Salmon
Patryk Salmon ang. Patrick Salmon (ur. ? w Dublinie, zm. 4 lipca 1594 w Dorchester) – irlandzki wierny świecki, błogosławiony Kościoła katolickiego, męczennik za wiarę.

## Życiorys
Nie jest znana data jego urodzin. Pochodzący z Dublina Patryk Salmon był gorliwym katolikiem w służbie angielskiego polityka Johna Arundell’a u którego pomagał w posłudze kapłańskiej księdzu Janowi Corneliusowi. Aresztowany w zamku Chideock, przez szeryfa hrabstwa Dorsetshire razem z Janem Careyem. Mógł jak pozostali zatrzymani wyjść na wolność gdyby przeszedł na protestantyzm, ale odmówił uznania zwierzchności królowej nad Kościołem. 2 lipca 1594 roku wydano wyrok śmierci za świadome pomaganie katolickiemu kapłanowi, wykonany dwa dni później w Dorchester przez podduszenie na szubienicy, otwarcie wnętrzności i poćwiartowanie. Przed publiczną egzekucją Patryk Salmon zachęcał widzów do przyjęcia wiary katolickiej za którą skazańcy oddawali życie. Został zabity na fali represji zapoczątkowanych przez Henryka VIII ustanawiającego zwierzchność króla nad państwowym Kościołem anglikańskim, dołączając do ofiar antykatolickich prześladowań w Anglii okresu reformacji.
Dekret o heroiczności cnót uznający iż prześladowcy uśmiercili go za wiarę w Jezusa Chrystusa ogłoszono 8 grudnia 1929. Beatyfikacji Patryka Salmona dokonał papież Piusa IX 15 grudnia 1929 roku w Rzymie, wraz z trzema towarzyszami męczeństwa: Janem Corneliusem, Tomaszem Bosgravem i Janem Careyem.
Dies natalis (4 lipca) jest dniem, kiedy wspominany jest w Kościele katolickim.
Pod Chideock, na miejscu gdzie wznosił się zamek stoi krzyż upamiętniający tzw. „Męczenników z Chideock”, a kościół pw. „Naszej Pani Królowej Męczenników i św. Ignacego” ((ang.) Our Lady, Queen of Martyrs and st. Ignatius) jest szczególnym miejscem ich kultu.